# Accent (blad)
Accent was een Nederlands opinieweekblad dat verscheen tussen 1968 en 1978.

## Geschiedenis
De oprichting van Accent werd mogelijk gemaakt dankzij financiële bijdragen van Frits Philips en diens huisbankier Bib van Lanschot, tevens bekend als oud-verzetsstrijder. Onder leiding van Kees Bauer, voorheen adjunct-hoofdredacteur van Elseviers Weekblad, ontpopte Accent zich al spoedig tot spreekbuis van scribenten als Sal Tas, Jacques de Kadt en Meyer Sluyser, sympathisanten van de rechtse PvdA-afsplitsing DS'70. Ook DS'70-lijsttrekker (en kortstondig minister) Willem Drees jr. leverde regelmatig bijdragen, evenals zijn vader Willem Drees. Tot de medewerkers van Accent behoorden ook G.B.J. Hiltermann, Willem Duys, Toon Hermans, Joan Haanappel, Arnold Heertje, Joop Zwart, Leonhard Huizinga, Peter Knegjens en Joop Landré. 
De uitgever van Accent, Uitgevers- en Publiciteitsbedrijf De Lage Landen NV, werd in het voorjaar van 1974 overgenomen door De Telegraaf, die haar Brusselse correspondent Hans Knoop tot hoofdredacteur benoemde. Onder leiding van Knoop beet Accent zich vast in de oorlogsaffaire rond kunsthandelaar Pieter Menten. Het leverde een reeks spectaculaire primeurs op, culminerend in de arrestatie van Menten in Zwitserland, waarvan Accent in december 1976 exclusief verslag deed.
In oktober 1977 nam Knoop ontslag als hoofdredacteur. Hij werd opgevolgd door Edo Brandt. Op 26 augustus 1978 verscheen het laatste nummer van Accent. Tot 29 juni 1979 werd het blad door het Telegraaf-concern voortgezet als familieweekblad, onder de naam Extra.

## Oplagecijfers
- 1970: 25.700
- 1973: 50.000
- 1975: 44.400
- 1977: 60.334